# Beylermezrası
Beylermezrası ist ein Dorf (Köy) im Landkreis Mazgirt der türkischen Provinz Tunceli. Im Jahr 2011 lebten in Beylermezrası 28 Menschen.